# 川口市立神根中学校
川口市立神根中学校（かわぐちしりつ かみねちゅうがっこう）は、埼玉県川口市石神にある公立中学校。通称は「神根中」。

## 所在地
埼玉県川口市大字石神1515番地

## 教育目標
- 主体的に学び合い
- 心豊かで
- たくましい生徒

## 通学区域
校門から実測距離が1.3kmより遠く、通学区域内に在住している生徒は自転車通学が認められている。
- 赤芝新田
- 赤山
- 新井宿 - 一部
- 安行慈林 - 一部
- 石神 - 一部
- 西新井宿- 一部[1]
- 差間
- 木曽呂 - 一部

## 部活動

### 運動部
- 野球部
- サッカー部
- ハンドボール部（男・女）
- 陸上部
- 水泳部
- 剣道部
- バスケットボール部（男・女）
- 卓球部（男・女）
- バレー部（女）

### 文化部
- 吹奏楽部
- 美術部
- 家庭科部
- 科学技術部

## 沿革
- 1979年（昭和54年）
  - 4月1日：川口市立神根中学校設立許可。川口市立北中学校を一部分離して川口市立神根中学校として新設発足。
  - 4月9日：新2年生126名3学級がプレハブの仮校舎で開校式を実施する。
  - 4月10日：新入生149名4学級と新2年生で第1回入学式を実施する。
  - 5月28日：川口市立神根中学校生徒会発足。
  - 6月6日：校旗、校章を制定する。校章は生徒が考案した物が採用された。
  - 6月15日：校歌が作詞される。
  - 8月29日：新校舎に移転する。
  - 9月10日：プレハブ旧校舎解体撤去。
  - 9月23日：第1回運動会開催。
- 1980年（昭和55年）
  - 7月19日：25mプール完成。
  - 10月30日：第1回開校記念日。
- 1982年（昭和57年）9月29日：管理棟着工。
- 1983年（昭和58年）11月19日：管理棟竣工。
- 1986年（昭和61年）10月15日：バスケットコート舗装。
- 1987年（昭和62年）9月4日：校庭整備・夜間照明設置。
- 1988年（昭和63年）10月29日：創立10周年記念式典を挙行する。ロータリー整備竣工、彫像「希望の像」設置。
- 1989年（平成元年）3月16日：駐輪場増設。
- 1990年（平成2年）12月4日：南側花壇造成。
- 1991年（平成3年）
  - 9月12日：グランド散水設備設置。
  - 11月26日：教室棟前・給食室前花壇造成。
- 1992年（平成4年）10月19日：コンピューター機器設備完成。
- 1993年（平成5年）6月7日：校庭東側「憩いのベンチ」設置。
- 1994年（平成6年）
  - 6月：校庭東側フェンス設置。
  - 9月：教室棟地盤沈下補修工事完成。
- 1995（平成7年）10月6日：武道館「健武館」竣工、プール側に駐輪場増設。
- 1996（平成8年）
  - 1月31日：教室棟東側花壇造成。
  - 5月31日：多目的ホール改修工事完成。
  - 8月30日：教室棟生徒用下駄箱新製。
- 1997年（平成9年）8月25日：教室棟外壁塗装工事完成。
- 1998年（平成10年）
  - 8月26日：教室棟廊下階段室壁塗装工事完成。
  - 10月31日：創立20周年記念式典挙行する。
- 1999年（平成11年）
  - 1月11日：さわやか相談室改修工事完了。
  - 6月15日：プール改修工事（底部漏水対策）完了。
  - 8月12日：変電設備取替え工事完了。
  - 8月31日：コンピューター室改修工事（機器入替）完了。
- 2000年（平成12年）
  - 3月31日：校庭北側防球ネット設置工事完了・プール改修工事（プールサイド・フェンス・配管）完了。
  - 8月31日：管理棟外壁塗装工事完了。
- 2001年（平成13年）8月31日：屋外コート改修工事完了。
- 2002年（平成14年）8月31日：教室棟トイレ改修工事完了。
- 2008年（平成20年）：創立30周年記念式典を挙行する。
- 2009年（平成21年）
  - 新型制服・ジャージの使用を開始。
  - 時期不明：校庭に散水用スプリンクラー設置。
- 2010年（平成22年）12月：教室に扇風機設置・体育館前に下駄箱増設・図書室床改修。
- 2011年（平成23年）
  - 3月11日：卒業式予行終了直後に東日本大震災発生。昇降口階段破損・屋外バスケットボールコートに亀裂発生・プールの水が溢れるなど多少の被害がでるも、特に負傷者は発生せず30分ほど校庭で待機ののち下校となった。
  - 3月15日：31期生卒業に伴い、旧型制服全廃。
  - 8月：屋外バスケットボールコートの修理完了。
- 2025年 (令和7年)　2月28日：佐藤学 (教育学者)率いる第12回学びの共同体国際会議が当校と川口市立北中学校で行われた。
- 2025年(令和7年)　5月19日：学びの共同体 授業研究会が体育館で行われる。下校時間が変更された。